# Steven Beitashour
Steven Mehrdad Beitashour (ur. 1 lutego 1987 w San Jose) – irański piłkarz amerykańskiego pochodzenia występujący na pozycji prawego obrońcy, zawodnik Colorado Rapids. W latach 2013–2014 reprezentant Iranu.

## Życiorys

### Kariera klubowa
Był zawodnikiem klubów San Jose Frogs, San Jose Earthquakes, Vancouver Whitecaps FC, Toronto FC i Los Angeles FC.
19 września 2020 podpisał kontrakt z Colorado Rapids.

### Kariera reprezentacyjna
Znalazł się w kadrze na Mistrzostwa Świata 2014.